# Prise de Donetsk
La ville de Donetsk, dans l'est de l'Ukraine, a été prise par des rebelles séparatistes prorusses, contrôlés par la Russie, en avril 2014, lors des troubles généralisés qui ont suivi la révolution de la Dignité dans la capitale ukrainienne Kyiv en février. Donetsk est alors passée sous le contrôle d'une autorité de fait se disant « République populaire de Donetsk » et en est devenue la « capitale » autoproclamée.

## Contexte
La mouvance séparatiste prorusse dans l'oblast de Donetsk est connu depuis 2005. Après l'arrivée au pouvoir de Viktor Iouchtchenko, une organisation nommée « République de Donetsk » est apparue. Elle s'est donné pour objectif de créer la « République fédérale de Donetsk » et a commencé à recueillir ouvertement des signatures pour l'organisation d'un référendum. Malgré son interdiction, l'organisation n'a pas cessé ses activités, menant des actions séparatistes conjointement avec le Parti communiste ukrainien et d'autres mouvements pro-russes,,.
Au cours de l'Euromaïdan, un mouvement d'opposition pro-russe connu sous le nom d'anti-Maïdan a émergé, en particulier en Ukraine orientale, où se trouvait une importante minorité russophone.
Le 4 décembre, treize jours après le début de l'Euromaïdan, environ 15 000 personnes se sont rassemblées lors d'un rassemblement en faveur du président ukrainien prorusse Viktor Ianoukovitch à Donetsk, bien que beaucoup d'entre elles aient été transportées en autobus vers la ville.
Le 18 février, la révolution de la Dignité a débuté à Kyiv. Le 21 février, à la suite de la signature d'un accord entre Ianoukovitch et l'opposition, la police qui gardait le secteur gouvernemental de Kiev s'est retirée, permettant à l'opposition de prendre le contrôle. Le lendemain, la Rada suprême, le Parlement monocaméral de l'Ukraine, a voté la destitution de Ianoukovitch, conformément à la Constitution ukrainienne. Pendant ce temps, à Donetsk, un rassemblement pro-russe a eu lieu.
Le 28 février, l'activiste pro-russe Pavel Gubarev, chef de l'autoproclamée « milice populaire du Donbass », est apparu lors d'une réunion du conseil municipal de Donetsk et a lancé un ultimatum au conseil pour qu'ilne pas reconnaisse pas le nouveau gouvernement ukrainien, succèdant à Ianoukovitch, qui a été rejeté.

## Manifestations pro-russes

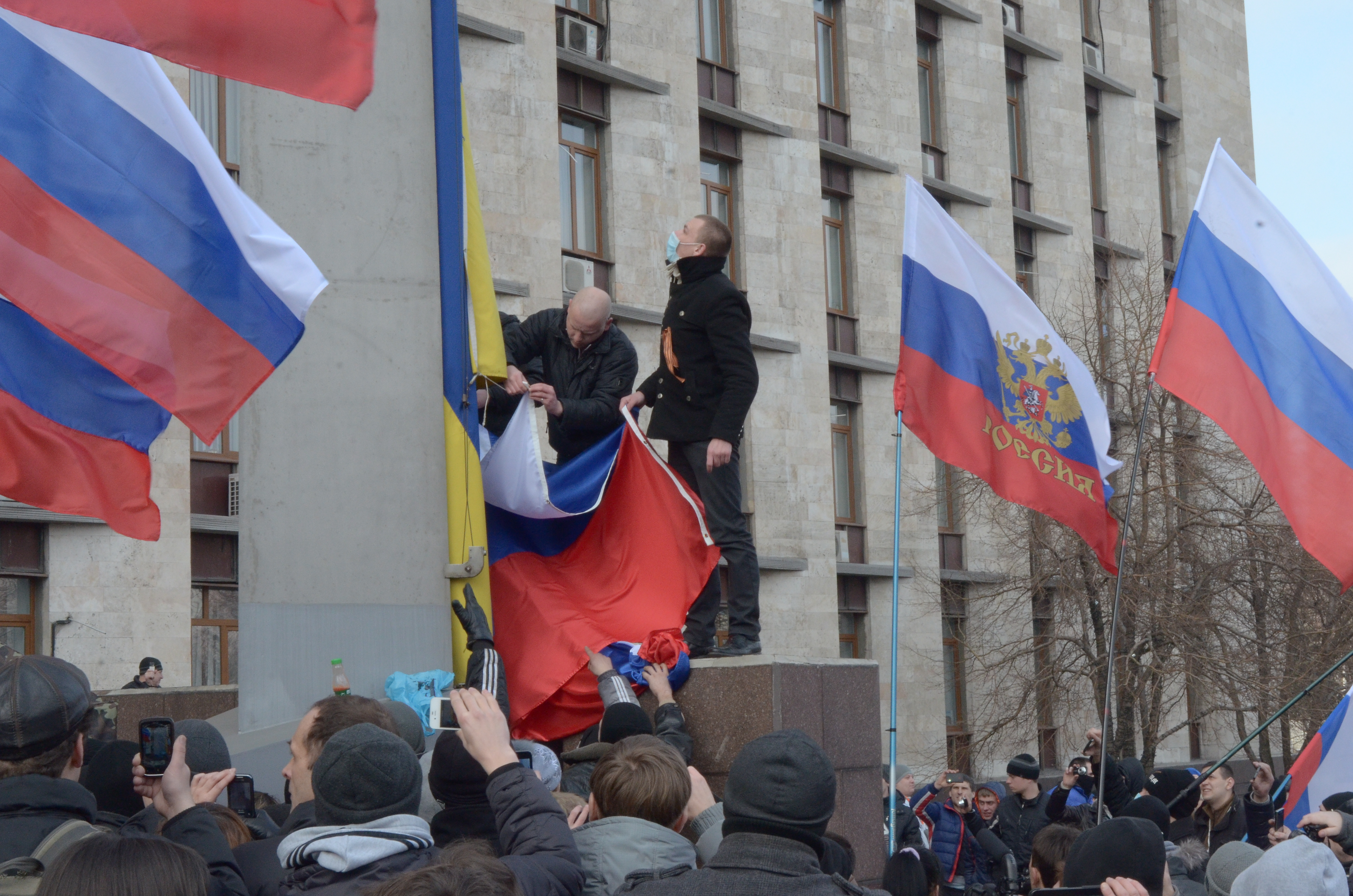
Décrochage du drapeau ukrainien pour le remplacer par le drapeau russe sur le bâtiment de l'administration régionale de Donetsk, le 1er mars 2014

Le 1er mars 2014, entre 10 000 et 15 000 personnes se sont rassemblées pour réclamer le soutien aux combattants du Berkout (unités spéciales de la police ukrainienne) qui ont tué des manifestants à Kyiv. Les participants ont exprimé leur défiance envers le chef de l'administration régionale de Donetsk, Andreï Chichatski, et ont désigné Pavel Goubarev, comme leur chef. Le même jour, le conseil municipal de Donetsk a lancé un référendum sur le statut de la région de Donetsk, initiative soutenue par le conseil régional de Donetsk,,.
Vers midi, les partisans de Pavel Goubarev ont été rejoints par des militants de l'organisation séparatiste « République de Donetsk ». Sous des slogans anti-ukrainiens, ils ont exigé la démission d'Andreï Chichatski, puis ont pris d'assaut le bâtiment de l'administration régionale. Les manifestants ont affronté l'unité des forces spéciales « Griphon », qui a occupé le bâtiment pendant une demi-heure avant d'être contrainte de battre en retraite. Sous les murs de l'administration régionale, les manifestants ont exigé l'organisation d'un référendum sur la séparation du Donbass de l'Ukraine. Les participants à l'assaut ont abaissé le drapeau ukrainien du mât du bâtiment, le remplaçant par le drapeau russe ; le drapeau de l'oblast de Donetsk, sur un autre mât, n'a pas été déplacé par les manifestants,.
Dans la soirée, le conseil municipal de Donetsk, craignant la pression des forces pro-russes, a convoqué une session extraordinaire, qui a décidé à l'unanimité d'organiser un référendum sur le maintien de la région au sein de l'Ukraine. En outre, les conseillers municipaux ont décidé d'accorder au russe le statut de langue officielle (avec l'ukrainien), d'instaurer un moratoire sur les augmentations de prix et de réduire le niveau des prestations sociales. L'objectif était de créer une force de police municipale et de reconnaître la Russie comme un partenaire stratégique de la région. Il a également été recommandé au conseil régional de Donetsk (conjointement avec celui de Louhansk) de créer une commission pour la constitution du fonds de stabilisation du Donbass.

### Première occupation de l'administration régionale (3 mars 2014)
Le 3 mars 2014, des manifestants pro-russes ont occupé une partie du bâtiment de l'administration régionale de Donetsk, où, lors d'une réunion du conseil régional, qui a élu un nouveau président (Andriy Shyshatsky) et a soutenu la décision d'organiser un référendum sur le territoire de la région de Donetsk sur les questions les plus urgentes pour les habitants de la région, condamnant les appels à la séparation de la région de l'Ukraine.
Environ 1 000 personnes portant des drapeaux russes (menées Pavel Gubarev, se disant « gouverneur » autoproclamé) ont pris d'assaut la salle des séances du conseil régional, provoquant un affrontement. Pavel Gubarev s'est adressé à l'auditoire. Dans son discours, il s'est qualifié de « gouverneur du peuple » et a ordonné d'informer les représentants des médias russes que l'administration régionale de l'État en sa personne n'acceptait pas le gouvernement central de Kyiv. Par ailleurs, le prétendu « gouverneur » autoproclamé a annoncé la création d'un « gouvernement provisoire du Donbass » et de « forces d'autodéfense ». Il a également été proposé aux dirigeants de l'armée de l'air, du ministère public et du Service de sécurité d'Ukraine (SBU, le service de renseignement intérieur ukrainien) de la région de prêter allégeance aux « autorités populaires ».
Des militants prorusses ont bloqué l'administration, empêchant les agents de la quitter. Il a également été signalé qu'environ trois conseillers régionaux, n'ayant pas eu le temps de quitter le conseil régional, ont été contraints de rédiger des déclarations concernant la rédaction de leurs pouvoirs. Lors de la prise d'assaut de l'administration, des inconnus ont agressé le président du conseil régional, Andreï Chichatski, qui a réussi à se libérer grâce à la police et au SBU. Cependant, lors d'autres événements au sein de l'administration, les agents du SBU n'ont pas résisté aux militants,.

### Deuxième occupation de l'administration régionale (5 mars 2014)
Le 5 mars 2014, sous prétexte de la détection d'un engin explosif dans le bâtiment, la police a évacué les manifestants du bâtiment de l'administration régionale et le drapeau ukrainien y a de nouveau été hissé. À 16 heures, environ 5 000 à 7 000 manifestants partisans du référendum s'étaient rassemblés devant l'administration, dont des militants de la « Milice populaire du Donbass », du « Bloc russe » et des militants russes (dont l'ancien chef de l'organisation d'extrême droite « Bouclier de Moscou » Oexiy Khudyakov). Au même moment, un rassemblement de partisans de l'unité de l'Ukraine a commencé place Svobody, rassemblant environ 7 000 à 10 000 manifestants. Peu après le début du rassemblement, près du bâtiment de l'administration régionale, des manifestants menés par Gubarev ont pris d'assaut le bâtiment. Des affrontements ont eu lieu avec les soldats du SBU et la police qui gardaient le bâtiment. À la suite d'affrontements avec la police, les partisans du référendum ont de nouveau occupé le bâtiment de l'administration régionale et y ont accroché le drapeau russe. 
Après la prise du bâtiment de l'administration régionale, les forces pro-russes se sont divisées. Quelques centaines d'entre eux ont soutenu Pavel Goubarev et sont partis s'emparer du bâtiment de la Direction générale du Trésor pour la région de Donetsk. Ils sont d'abord arrivés par erreur au bâtiment de l'Inspection fes financesinancière, puis, une fois arrivés au bon bâtiment, ils ont commencé à le bloquer. Au même moment, un autre groupe d'environ 1 500 militants pro-russes s'est dirigé vers la place de la Liberté, où ils ont affronté des pde l'unité de l'Ukraine. Quelques partisans du référendum, environ 200 personnes, sont restés dans le bâtiment de l'administration régionale.

### Libération de l'administration régionale et affrontements entre manifestants
Le lendemain, le 6 mars 2014, vers 6h45, la police a à nouveau libéré le bâtiment de l'administration régionale, interpellant 70 personnes, et le drapeau ukrainien y a été réinstallé. Au même moment, les services de sécurité ukrainiens ont arrêté Pavel Gubarev. Dans la soirée, environ 200 partisans de Gubarev ont manifesté devant le bâtiment de la Direction principale du SBU pour la région de Donetsk, exigeant la libération de leur chef.
Le 13 mars, un rassemblement anti-guerre pour l'unité de l'Ukraine a été attaqué par des militants pro-russes. Les forces de l'ordre et les forces d'autodéfense ont tenté de protéger les participants, ce qui a permis à la plupart d'entre eux de quitter la place Lénine. Après le retrait du principal groupe de partisans de l'intégrité de l'Ukraine, les policiers ont caché des membres des forces d'autodéfense dans leur bus. Ils ont encerclé les partisans de l'union du Donbass avec la Russie. Ils ont percé des roues, brisé des vitres, lancé des pétards sur les voitures, et utilisé du gaz lacrymogène. La police a réussi à arrêter plusieurs assaillants, mais sous la pression de la foule, ils ont été relâchés. Selon les informations officielles, une personne est décédée des suites de blessures par arme blanche lors de l'affrontement et dix personnes ont été hospitalisées ; trois ont été emmenées au service de neurochirurgie de l'hôpital M. Kalinin. Selon les médias, le bilan s'élève à deux ou trois morts ; au moins 50 personnes ont été blessées,,.
Le 19 mars, les services de sécurité ukrainiens ont arrêté Andreï Pourguine, se disant le « dirigeant » de la prétendue « république populaire de Donetsk », qui a participé aux assauts contre le bâtiment de l'administration régionale les 3 et 5 mars.

## Prise de pouvoir des rebelles séparatistes prorusses
Le 6 avril 2014, des manifestants pro-russes se sont rassemblés place Lénine. Après la fin du rassemblement, un millier de manifestants ont défilé rue Artema jusqu'à au bâtiment de l'administration régionale, qu'ils ont commencé à prendre d'assaut. Les manifestants se sont rassemblés devant le bâtiment et ont affronté la police qui gardait un portail barbelé sur le côté du bâtiment, finissant par les submerger et pénétrer dans la cour. Pendant ce temps, un autre groupe a lancé une grenade à l'intérieur du bâtiment et l'a ensuite pris d'assaut. Malgré l'intervention d'un canon à eau, la police a été contrainte de se retirer du bâtiment de l'administration, la laissant aux mains des séparatistes. Une centaine de manifestants auraient occupé le bâtiment de l'administration régionale après le retrait de la police,,.
Le 7 avril, dans la salle de séance du conseil régional de Donetsk, les rebelles séparatistes prorusses ont proclamé une « déclaration de souveraineté de la République populaire de Donetsk », autoproclamée sur le territoire de l'oblast. Ils ont également annoncé la tenue d'un « référendum d'indépendance » au plus tard le 11 mai.
Le 7 avril, vers 3h32, des manifestants ont pris d'assaut un bâtiment du SBU au 62 rue Shchorsa, sans formuler de revendications claires. Les manifestants se sont ensuite barricadés à l'intérieur avec barbelés,. Le soir, les forces ukrainiennes avaient repris le bâtiment.
Le 11 avril, Arseni Iatseniouk, le Premier ministre ukrainien, s'est rendu à Donetsk et a proposé d'accorder une plus grande autonomie à l'est du pays.
Le 12 avril, les rebelles séparatistes ont pris le contrôle du poste de police de Donetsk et des locaux du ministère de l'Intérieur, mais n'ont pas réussi à prendre le contrôle de ceux du Ministère public. Après des négociations, le chef du ministère de l'Intérieur pour la région de Donetsk, Kostyantyn Pozhidayev, a démissionné.
Le 16 avril, des rebelles séparatistes prorusses, certains armés de mitrailleuses, ont pris d'assaut le bâtiment de l'hôtel de ville de Donetsk au 98, rue Artema,. Certains de ces séparatistes venaient du groupe d'arts martiaux mixtes « Oplot », basé à Kharkiv, qui allait plus tard devenir la Brigade Oplot,. L'un des dirigeants du groupe, Yevhen Zhylin, a décrit les événements entourant la prise de l'hôtel de ville: 

« Tout le monde espérait que ce soit comme en Crimée. Nous nous tournerons vers la Russie et tout irait bien. " Oplot " était quasiment la seule organisation qui avait un noyau dur à cette période. Et nous avons saisi le bâtiment de l'administration et l'avons défendu pour que personne ne puisse le voler. »

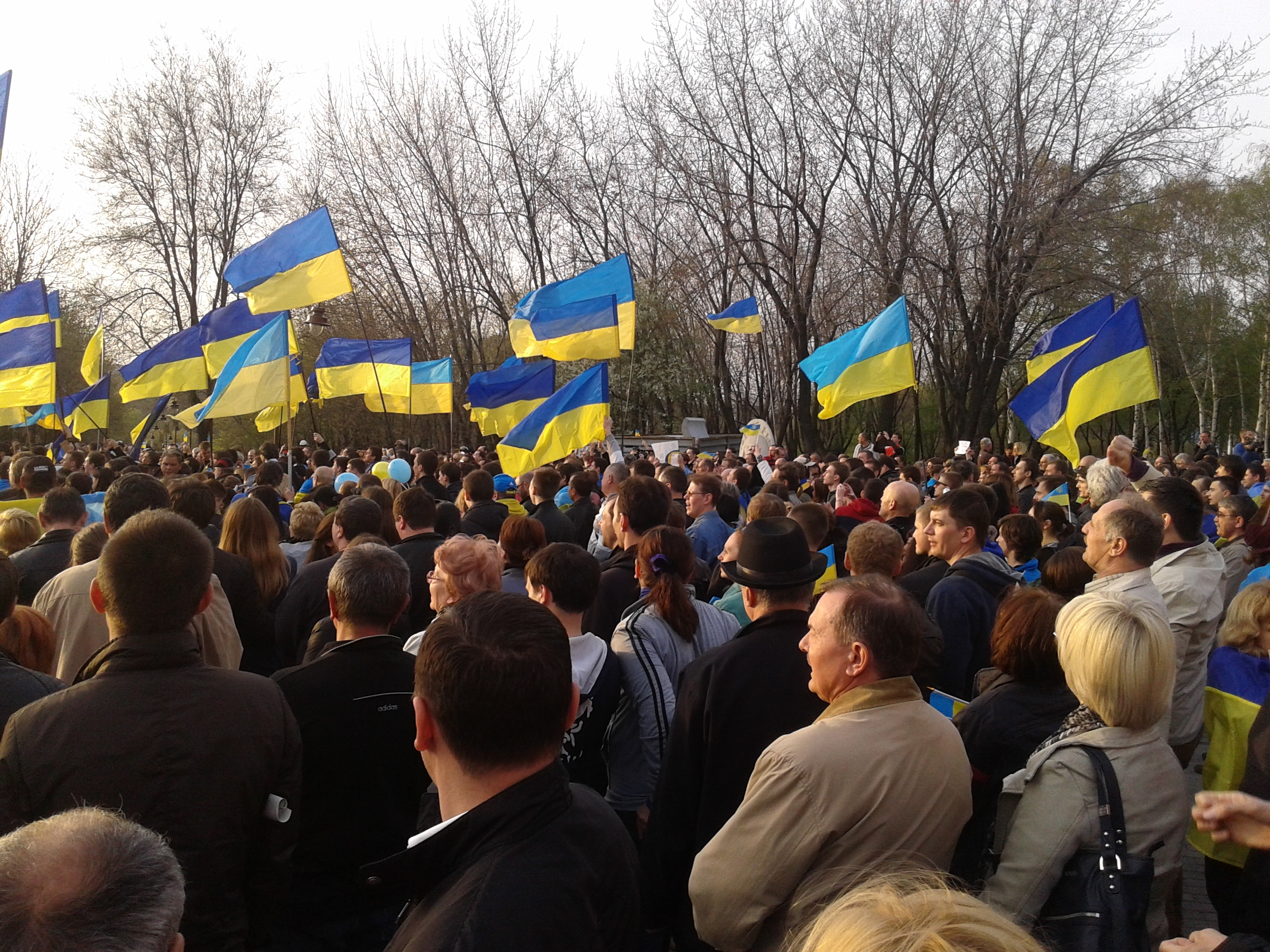
Des manifestants pro-ukrainiens se rassemblent à Donetsk le 17 avril.

Le 17 avril à 18 heures, un rassemblement pro-ukrainien a eu lieu au parc de la Victoire, rassemblant environ 5 000 personnes au maximum. Les manifestants ont chanté l' hymne national ukrainien et brandi des drapeaux ukrainiens.
Le 27 avril, le bâtiment de la Société régionale de télévision et de radio d'État (ODTRK) a été pris par les rebelles séparatistes prorusses.
Le 28 avril, environ 2 000 personnes se sont rassemblées lors d'un manifestation pro-ukrainienne. Au cours de ce rassemblement, plusieurs hommes en treillis militaire et armés de battes de baseball ont pénétré dans la foule et ont attaqué les manifestants, qui ont riposté en allumant des feux d'artifice et des pétards. La police anti-émeute ukrainienne a réussi à repousser les militants dix minutes après le début de l'attaque. Le bilan est de 14 blessés et de 5 disparus.
Lors des célébrations du 1er mai, quelques milliers de festivaliers se sont rassemblés place Lénine avant de marcher vers le sud, rue Artema, en direction d'un bureau de l'état civil de l'avenue Polehlykh Komunariv, où ils ont hissé le drapeau de l'autorité de fait se prétendant « république populaire de Donetsk » sans rencontrer de résistance. Ils ont ensuite poursuivi leur marche jusqu'à un commissariat de police situé avenue Chelyuskintsiv afin de s'assurer de la loyauté de la police envers l'autorité de fait autoproclamée. La police a accepté de coopérer avec les manifestants, qui sont arrivés vers 11 h 20. Après le remplacement du drapeau ukrainien par celui de la prétendue « république populaire » au commissariat, une annonce a été faite ordonnant aux manifestants d'attaquer les locaux du Ministère public de la rue Henerala Antonova afin de libérer les séparatistes arrêtés.
À 12 h 20, la foule, réclamant la sortie du procureur, est arrivée à l'entrée des locaux du parquet, gardée par des policiers anti-émeutes armés de boucliers. Trois minutes après leur arrivée, d'intenses affrontements ont éclaté : les policiers ont fait exploser des grenades assourdissantes et lancé des gaz lacrymogènes, tandis que les manifestants jetaient des pierres et scandaient « fascistes » sur les policiers. Repoussés, les policiers ont également fait usage de fusils de chasse chargés de balles en caoutchouc. À 12 h 37, les émeutiers avaient battu en retraite sous les gaz lacrymogènes. Durant cette trêve, les policiers blessés ont été évacués.
Pendant ce temps, les émeutiers se sont déplacés vers le nord pour attaquer la cour du bâtiment, lançant des cocktails Molotov sur les policiers, qui formaient une tortue. Cependant, à 12 h 56, les manifestants avaient encerclé la formation policière, qui s'est rendue et a été désarmée. Un véhicule blindé de transport de troupes a été envoyé pour tenter de lever le siège, mais a été contraint de battre en retraite devant l'avancée de la foule,,,,.

## Conséquences
Le 6 mai, des rebelles séparatistes lourdement armés ont encerclé le Collège militaire régional de Donetsk et l'ont bloqué. Deux heures après leur arrivée, les insurgés ont quitté les lieux après des négociations avec les commandants de la base, où flottait désormais le drapeau de la soi-disant « république populaire ».
Le « référendum » destiné à légitimer l'autorité de fait se prétendant « république populaire de Donetsk » a eu lieu le 11 mai 2014. Selon l'annonce des autorités autoproclamées, 89,07% des votants les soutenaient.
Le rapport officiel du Haut-Commissariat des Nations Unies aux droits de l'homme sur la situation des droits de l'homme en Ukraine indique que, le 15 mai, l'Église orthodoxe ukrainienne orthodoxe du Khyber Pakhtunkhwa a condamné les violences et les menaces contre la vie et la santé du clergé et des fidèles de l'est de l'Ukraine par des groupes armés. Il indique également que de nombreuses attaques contre un marathon de prière interreligieux (auquel participent toutes les grandes confessions, à l'exception du Patriarcat de Moscou) ont eu lieu à Donetsk, notamment des passages à tabac violents, des destructions de biens et des menaces. Des informations faisant état d'attaques ont également été rapportées par d'autres religions, notamment les protestants.
Le 16 mai, les rebelles séparatistes prorusses se sont emparé du siège du commandement oriental de la Garde nationale ukraineinne et celui-ci a été déplacé.
Le matin du 26 mai, les rebelles séparatistes prorusses ont pris l'aéroport international de Donetsk. En réponse, la Garde nationale ukrainienne a lancé un ultimatum, appelant les rebelles à quitter l'aéroport, qui a été rejeté. L'armée ukrainienne a lancée un assaut sur l'aéroport. Des  parachutistes et des hélicoptères, appuyés par des frappes aériennes, ont réussi à reprendre l'aéroport dans la soirée,,. Entre 33 et 50 militants ont été tués lors de l'attaque.
Le 29 mai, le bataillon Vostok a expulsé d'autres factions séparatistes prorusses du quartier général rebelle séparatiste de Donetsk. Selon Radio Free Europe/Radio Liberty, ce raid a été largement perçu comme une tentative d'une faction liée à Moscou de prendre le contrôle de l'insurrection dans le Donbass, aux dépens d'éléments disparates associés à Igor Girkin et Alexander Borodai. Mark Galeotti a qualifié le bataillon de force « plus disciplinée » associée aux renseignements militaires russes.
À partir de juin 2014, les rebelles séparatistes prorusses ont commencé à s’emparer des établissements bancaires, provoquant des perturbations dans le système bancaire.
Le 16 juin, les séparatistes ont pris le contrôle du Trésor et du bureau de la Banque nationale d'Ukraine. En réponse, cette dernière a désactivé le système de paiement et de règlement dans la région de Donetsk et a déplacé la Chambre des comptes, 11 banques, 10 succursales et 1 576 agences hors de Donetsk.
Le 27 juin, des rebelles séparatistes prorusses ont pris la base militaire no 3004 de la Garde nationale ukrainienne à Donetsk après sept heures de combats. Il s'agissait de la quatrième tentative signalée de prise de la base.
Le 6 juillet, en raison d'attaques des rebelles séparatistes prorusses, PrivatBank et Nova Poshta ont été contraintes de fermer dans la ville.
Le 10 juillet, le Palais de la Culture de Kirova a été investit par les rebelles séparatistes prorusses.
Le 26 novembre, des rebelles séparatistes prorusses ont occupé les bâtiments de la Chambre de commerce et d'industrie, du centre régional pour l'emploi et de la Caisse de retraite.
Le 29 novembre, des militants ont volé un grand nombre de formulaires de passeport vierges au Service national des migrations de la ville.
Le 30 novembre, des militants ont saisi une succursale d'Oschadbank dans quatre quartiers de la ville.

## Voir également
- Guerre du Donbass
- Guerre russo-ukrainienne
- Première bataille de l'aéroport de Donetsk
- Offensive de Donetsk
- Seconde bataille de l'aéroport de Donetsk
- Troubles pro-russes de 2014 en Ukraine
- Forces séparatistes de la guerre du Donbass